# Abraham Engel
Abraham Engel, född 1803, död 12 februari 1845, var en svensk militär och litograf.
Han var son till hökaren och kontrollören vid Djurgårdsvarvet Gabriel Engel och Maria Magdalena Westerlund och bror till Marie Liljegren. Engel var premiärlöjtnant vid flottan men verkade från början av 1830-talet även som litograf i Stockholm. Bland hans större arbeten märks planscherna för Johan Gustaf Liljegrens Runlära.